# ホレイショ・ネルソン (第3代ネルソン伯爵)

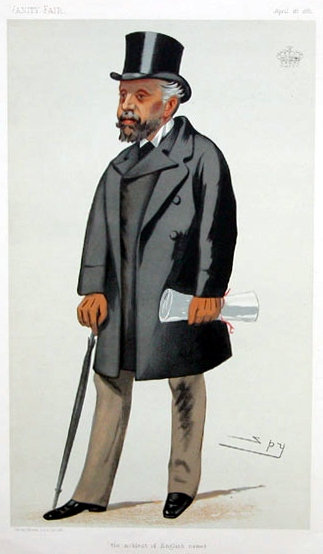
『バニティ・フェア』1881年4月16日号におけるカリカチュア、レスリー・ウォード画。

第3代ネルソン伯爵ホレイショ・ネルソン（英語: Horatio Nelson, 3rd Earl Nelson、出生名ホレイショ・ボルトン（Horatio Bolton）、1823年8月7日 – 1913年2月25日）は、イギリスの貴族、政治家。1835年2月から11月までトラファルガー子爵の儀礼称号を使用した。

## 生涯

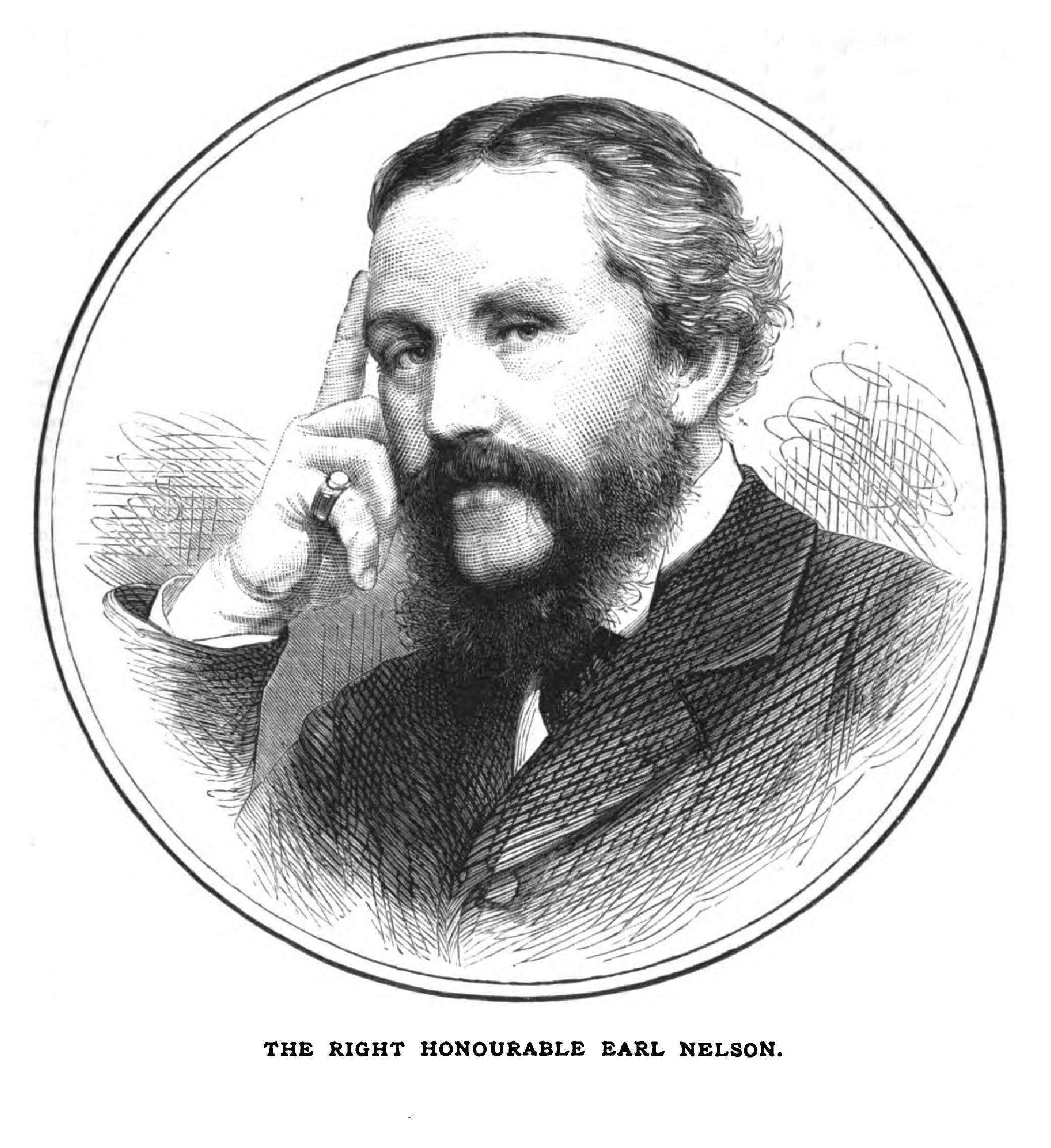
第3代ネルソン伯爵、1875年。

トマス・ボルトン（のちの第2代ネルソン伯爵トマス・ネルソン）と妻フランシス・エリザベス（Frances Elizabeth、旧姓エア（Eyre）、1796年ごろ – 1878年3月28日、ジョン・モーリス・エアの娘）の息子として、1823年8月7日にウィルトシャーのホワイトパリッシュにあるブリックワース・ハウス（Brickworth House）で生まれ、スタンドリンチ・パークで洗礼を受けた。1835年2月に父がネルソン伯爵位を継承すると、父とともに姓をネルソンに改めた。同年11月1日に父が死去すると、ネルソン伯爵位を継承した。1836年ごろから1840年までイートン・カレッジで教育を受けた後、1841年3月25日にケンブリッジ大学トリニティ・カレッジに入学、1844年にM.A.の学位を修得した。
1845年に貴族院議員に就任した。議会では保守党に属した。
1840年5月20日にロイヤル・ウィルトシャー・ヨーマンリー連隊の少尉になり、1847年4月16日に中尉に、1867年5月4日に大尉に昇進した。ウィルトシャーの治安判事を務めたほか、1860年12月21日にウィルトシャー副統監に任命された。
1850年10月17日、カンタベリー協会に加入した。
1883年時点でウィルトシャーに7,196エーカーの領地を所有しており、領地は年収5,800ポンド相当だった。
1913年2月25日にウィルトシャーのトラファルガー・ハウスで死去、三男トマス・ホレイショが爵位を継承した。

## 家族
1845年7月28日、メアリー・ジェーン・ダイアナ・エイガー（Mary Jane Diana Agar、1822年5月26日 – 1904年5月8日、第2代ノーマントン伯爵ウェルボア・エリス・エイガーの娘）と結婚、5男4女をもうけた。
- アリス・メアリー・ダイアナ（1846年7月9日[8] – 1919年8月18日[9]）
- コンスタンス・ジェーン（1848年2月16日 – 1922年1月27日） - 1870年4月21日、バートランド・プレイデル＝ブーヴェリー閣下（Hon. Bertrand Pleydell-Bouverie、1926年11月7日没）と結婚[10][9]
- イーディス（1850年1月7日[10] – 1877年8月24日） - 1870年7月5日、チャールズ・クレメント・タッドウェイ（Charles Clement Tudway）と結婚、1女をもうけた[8]
- メアリー・キャサリン（1852年10月5日 – 1901年11月17日） - 1890年10月21日、リチャード・ショー（Richard Shaw）と結婚[8]
- ハーバート・ホレイショ（1854年7月19日 – 1905年5月4日） - 1879年8月5日、イライザ・ブランシュ・ダルゲティ（Eliza Blanche Dalgety、1860年8月8日 – 1938年5月24日[11]、フレデリック・ゴナーマン・ダルゲティの娘）と結婚。階段から転げ落ちて死去した[1]
- チャールズ・ホレイショ（1856年6月28日 – 1900年3月28日） - 1887年1月12日、エレン・ペティ（Ellen Petty、1900年12月12日没、G・W・ペティの娘）と結婚[1]
- トマス・ホレイショ（英語版）（1857年12月21日 – 1947年9月30日） - 第4代ネルソン伯爵[1][11]
- エドワード・エイガー・ホレイショ（英語版）（1860年8月10日 – 1951年1月30日） - 第5代ネルソン伯爵[11]
- アルバート（1862年9月12日 – 1868年1月3日[9]）